# Тополог (Тулћа)
Тополог (рум. Topolog) насеље је у Румунији у округу Тулћа у општини Тополог. Oпштина се налази на надморској висини од 253 m.

## Становништво
Према подацима из 2002. године у насељу је живело 5039 становника, од којих су сви румунске националности.

### Хронологија
| Година       | 1992 | 1993 | 1994 | 1995 | 1996 | 1997 | 1998 | 1999 | 2000 | 2001 | 2002 | 2003 | 2004 | 2005 | 2006 | 2007 | 2008 | 2009 | 2010 | 2011 | 2012 | 2013 | 2014 | 2015 | 2016 | 2017 |
| ------------ | ---- | ---- | ---- | ---- | ---- | ---- | ---- | ---- | ---- | ---- | ---- | ---- | ---- | ---- | ---- | ---- | ---- | ---- | ---- | ---- | ---- | ---- | ---- | ---- | ---- | ---- |
| Становништво | 5237 | 5165 | 5112 | 5083 | 5096 | 5086 | 5131 | 5094 | 5090 | 5106 | 5065 | 5037 | 4978 | 4992 | 4984 | 4949 | 4901 | 4863 | 4835 | 4780 | 4751 | 4763 | 4725 | 4706 | 4677 | 4639 |